# Battaglia di Ostrołęka
La battaglia di Ostrołęka del 26 maggio 1831 fu una delle principali battaglie della rivolta di novembre in Polonia. Durante il giorno, le forze polacche comandate da Jan Skrzynecki combatterono per il controllo della città di Ostrołęka contro le forze russe d'assalto di Hans Karl von Diebitsch. Anche se alla fine della giornata la città era ancora in mano polacca e i due schieramenti avevano subito ingenti perdite, la battaglia è di solito considerata una sconfitta per la Polonia, a causa della capacità di rinforzo strategico quasi illimitata della Russia. L'esercito polacco non poté invece rimediare alle perdite.

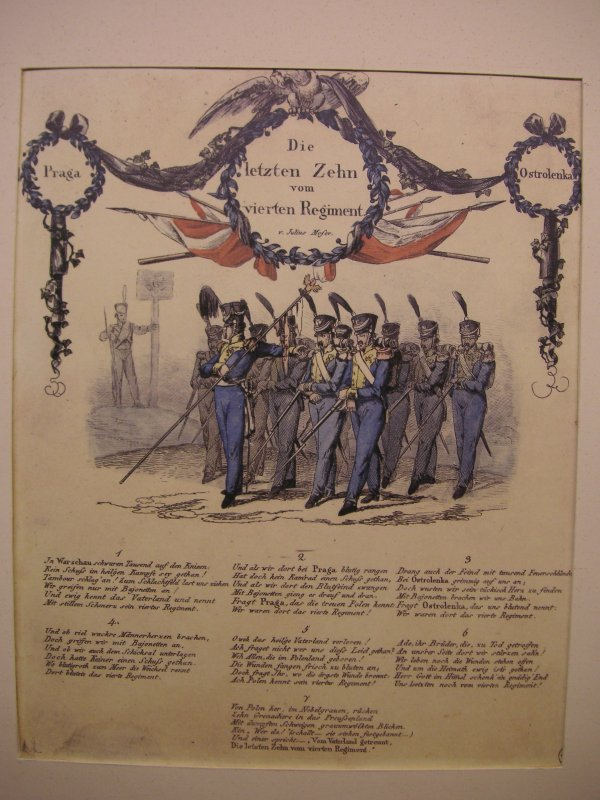
Poema tedesco che glorifica le azioni del IV reggimento a Ostrołęka

Nella battaglia, le truppe polacche sopravvissute furono salvate dal comportamento coraggioso del IV reggimento di fanteria, la  Czwartacy, che scacciò diverse ondate di carica della cavalleria e della fanteria nemiche, detenendo il controllo della città durante i pesanti combattimenti nei quartieri periferici. In tarda serata, i polacchi furono ancora salvati da una carica della IV Batteria, che si sacrificò caricando contro l'artiglieria condotta dal luogotenente colonnello Józef Bem.
La battaglia è divenuta uno dei simboli della rivolta fallita. Julius Moser, poeta e scrittore tedesco, commemorò il IV Reggimento nel suo poema Die letzten Zehn vom vierten Regiment ("Gli ultimi 10 del IV reggimento"), tradotto in diverse lingue. La battaglia ha anche ispirato la Republikanerne di Johan Sebastian Welhaven.